# Élection présidentielle syrienne de 1971
L'élection présidentielle syrienne de 1971, sous forme de référendum au suffrage universel, s'est tenue en Syrie le 12 mars 1971, afin de confirmer la prise de contrôle définitive du pays par le Premier ministre, Hafez el-Assad.
La candidature unique ne permettait aux votants que d'approuver ou de refuser la candidature d'Hafez el-Assad.

## Résultats
| Élection présidentielle syrienne de 1971 | Élection présidentielle syrienne de 1971 | Élection présidentielle syrienne de 1971 |       |
| Candidats                                | Votes                                    | %                                        |       |
| ---------------------------------------- | ---------------------------------------- | ---------------------------------------- | ----- |
| Hafez el-Assad                           | 1 919 609                                | 99,20                                    |       |
| Contre                                   | 15 489                                   | 0,80                                     |       |
| Votes valides                            | 1 935 089                                | 99,96                                    | 99,96 |
| Blancs ou nuls                           | 714                                      | 0,04                                     | 0,04  |
| Total                                    | 1 935 803                                | 100 %                                    | 100 % |